# Železniki község
Železniki község (szlovén nyelven Občina Železniki) Szlovénia 212 alapfokú közigazgatási egységének, azaz községének egyike a Gorenjska statisztikai régióban.  Adminisztratív központja Železniki város. A település jelenlegi formájában 1994. október 3-án jött létre, amikor a korábbi nagyobb Škofja Loka községet Gorenja Vas–Poljane, Škofja Loka, Železniki és Žiri községekre osztották fel.

## A községhez tartozó települések
A községhez Železniki székhelyen kívül a következő települések tartoznak:
- Davča
- Dolenja Vas
- Dražgoše
- Golica
- Kališe
- Lajše
- Martinj Vrh
- Ojstri Vrh
- Osojnik
- Podlonk
- Podporezen
- Potok
- Prtovč
- Ravne
- Rudno
- Selca
- Smoleva
- Spodnja Sorica
- Spodnje Danje
- Studeno
- Topolje
- Torka
- Zabrdo
- Zabrekve
- Zala
- Zali Log
- Zgornja Sorica
- Zgornje Danje

## Népesség
| Lakosok száma | 6783 | 6779 | 6781 | 6807 | 6817 | 6720 | 6689 | 6708 | 6699 | 6686 |
|               | 2008 | 2009 | 2011 | 2012 | 2013 | 2015 | 2016 | 2017 | 2019 | 2020 |